# مايك سيمون
مايك سيمون (بالإنجليزية: Mike Simon)‏ هو لاعب كرة قاعدة أمريكي، ولد في 13 أبريل 1883 في Hayden, Indiana ‏ في الولايات المتحدة، وتوفي في 10 يونيو 1963 في لوس أنجلوس في الولايات المتحدة.

## وصلات خارجية
- مايك سيمون على موقعبيزبول رفرنس.كوم (الدوري الرئيسي) (الإنجليزية)
- مايك سيمون على موقعبيزبول رفرنس.كوم (الدوري الثانوي) (الإنجليزية)